# Francisco de Borja y Aragón

Stemma Borgia

Francisco de Borja y Aragón, principe di Squillace, conte di Rebolledo (Madrid, 1581 – Madrid, 26 settembre 1658), è stato uno scrittore spagnolo, ufficiale della corte di re Filippo III di Spagna e, dal 18 dicembre 1615 al 31 dicembre 1621, viceré del Perù.

## Biografia

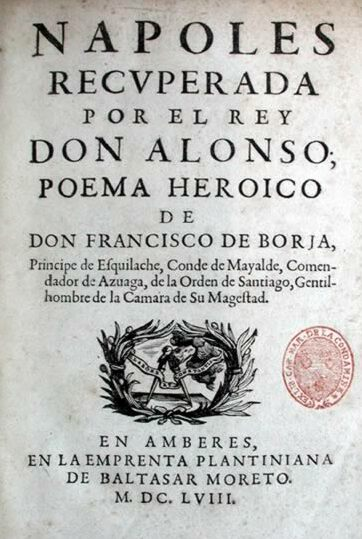
Copertina del Napoles recuperada por el Rey Alonso, edizione del 1658

Borja y Aragón era nipote di san Francesco Borgia, perciò era discendente di re Ferdinando II di Aragona e di Rodrigo Borgia (Papa Alessandro VI). Era parente anche di Carlo V. Nato ed istruito in Spagna, divenne un importante ufficiale presso la corte spagnola. Fu cavaliere commendatore dell'Ordine di Santiago e gentiluomo di Camera del re. Era noto anche per essere un letterato. Nel 1614 fu nominato viceré del Perù.
In Perù riorganizzò l'Università nazionale di San Marcos. Fondò anche, a Cuzco, il Colegio del Príncipe per i figli della nobiltà indigena ed il Colegio de San Francisco per i figli dei conquistadores. Istituì il Tribunal del Consulado, una corte speciale ed organo amministrativo per gli affari commerciali del vicereame. Potenziò la marina e l'artiglieria, e diede un forte impulso all'industria estrattiva del distretto di Chucuito, permettendo un aumento del gettito fiscale.
Nel 1617 divise il governo del Río de la Plata in due parti, Buenos Aires e Paraguay, entrambe dipendenti dal Vicereame del Perù. Fu sostenitore dei gesuiti, e collaborò con loro alla soppressione dell'idolatria e della stregoneria.
Alla morte del proprio mentore, Filippo III, Borja y Aragón tornò in Spagna imbarcandosi il 31 dicembre 1621. Qui si dedicò totalmente alla poesia, rielaborando e pubblicando alcuni dei poemi scritti in gioventù e scrivendo nuove opere in versi ed in prosa. Morì a Madrid nel 1658.
Gli abitanti di Lima lo conoscevano come el Virrey poeta (il viceré poeta) a causa del suo talento letterario.

## Ascendenza
|                                       |                                 |                                        | Genitori                            |  |  | Nonni |  |  | Bisnonni        |  |  | Trisnonni       |  |
|                                       |                                 |                                        |                                     |  |  |       |  |  | Giovanni Borgia |  |  | Giovanni Borgia |  |
|                                       |                                 |                                        |                                     |  |  |       |  |  | Giovanni Borgia |  |  | Giovanni Borgia |  |
|                                       |                                 | Maria Enriquez de Luna                 |                                     |  |  |       |  |  | Giovanni Borgia |  |  |                 |  |
| San Francesco Borgia                  |                                 |                                        |                                     |  |  |       |  |  | Giovanni Borgia |  |  |                 |  |
|                                       |                                 | Giovanna d'Aragona                     | Arcivescovo Alfonso d'Aragona       |  |  |       |  |  |                 |  |  |                 |  |
|                                       |                                 | Giovanna d'Aragona                     | Arcivescovo Alfonso d'Aragona       |  |  |       |  |  |                 |  |  |                 |  |
|                                       |                                 | Giovanna d'Aragona                     | Ana de Gurrea y de Gurrea           |  |  |       |  |  |                 |  |  |                 |  |
| Giovanni Borgia                       |                                 | Giovanna d'Aragona                     |                                     |  |  |       |  |  |                 |  |  |                 |  |
|                                       |                                 | Don Álvaro de Castro                   | Don Rodrigo de Castro               |  |  |       |  |  |                 |  |  |                 |  |
|                                       |                                 | Don Álvaro de Castro                   | Don Rodrigo de Castro               |  |  |       |  |  |                 |  |  |                 |  |
|                                       |                                 | Don Álvaro de Castro                   | Doña Leonor Coutinho                |  |  |       |  |  |                 |  |  |                 |  |
| Doña Leonor de Castro Mello y Meneses |                                 | Don Álvaro de Castro                   |                                     |  |  |       |  |  |                 |  |  |                 |  |
|                                       |                                 | Doña Isabel de Mello Barreto y Meneses | Don Nuno Barreto                    |  |  |       |  |  |                 |  |  |                 |  |
|                                       |                                 | Doña Isabel de Mello Barreto y Meneses | Don Nuno Barreto                    |  |  |       |  |  |                 |  |  |                 |  |
|                                       |                                 | Doña Isabel de Mello Barreto y Meneses | Doña Leonor de Melo                 |  |  |       |  |  |                 |  |  |                 |  |
| Francesco Borgia                      |                                 | Doña Isabel de Mello Barreto y Meneses |                                     |  |  |       |  |  |                 |  |  |                 |  |
|                                       | Vescovo Giovanni del Portogallo | Edoardo del Portogallo                 |                                     |  |  |       |  |  |                 |  |  |                 |  |
|                                       | Vescovo Giovanni del Portogallo | Edoardo del Portogallo                 |                                     |  |  |       |  |  |                 |  |  |                 |  |
|                                       | Vescovo Giovanni del Portogallo | Giovanna Manuela de Villena            |                                     |  |  |       |  |  |                 |  |  |                 |  |
| Don Nuno Barreto                      | Vescovo Giovanni del Portogallo |                                        |                                     |  |  |       |  |  |                 |  |  |                 |  |
|                                       |                                 | Justa Rodriguez Pereira                | Francesco Rodriguez Pereira         |  |  |       |  |  |                 |  |  |                 |  |
|                                       |                                 | Justa Rodriguez Pereira                | Francesco Rodriguez Pereira         |  |  |       |  |  |                 |  |  |                 |  |
|                                       |                                 | Justa Rodriguez Pereira                | Simoa Tavares                       |  |  |       |  |  |                 |  |  |                 |  |
| Francesca de Aragão                   |                                 | Justa Rodriguez Pereira                |                                     |  |  |       |  |  |                 |  |  |                 |  |
|                                       |                                 | Don Jaime de Mila                      | Cardinale Luis Juan de Milá y Borja |  |  |       |  |  |                 |  |  |                 |  |
|                                       |                                 | Don Jaime de Mila                      | Cardinale Luis Juan de Milá y Borja |  |  |       |  |  |                 |  |  |                 |  |
|                                       |                                 | Don Jaime de Mila                      | Angelina Rames                      |  |  |       |  |  |                 |  |  |                 |  |
| Doña Leonor de Mila                   |                                 | Don Jaime de Mila                      |                                     |  |  |       |  |  |                 |  |  |                 |  |
|                                       |                                 | Leonora d'Aragona                      | Alfonso d'Aragona                   |  |  |       |  |  |                 |  |  |                 |  |
|                                       |                                 | Leonora d'Aragona                      | Alfonso d'Aragona                   |  |  |       |  |  |                 |  |  |                 |  |
|                                       |                                 | Leonora d'Aragona                      | Maria Junquers                      |  |  |       |  |  |                 |  |  |                 |  |
|                                       |                                 | Leonora d'Aragona                      |                                     |  |  |       |  |  |                 |  |  |                 |  |

## Opere letterarie
- Naples recuperada por el Rey Alfonso, Poema epico in stanze di otto versi e 12 canti del 1651
- Obras en Verso, Antwerp, 1654
- Oraciones y Meditaciones de la Vida de Jesucristo, Bruxelles, 1661

Miguel de Cervantes scrisse un apprezzamento dei lavori di Borja y Aragón nel suo Viaje del Parnaso, Madrid, 1614.